# Čùj (rivier)
De Čùj (Kirgizisch: Чүй, Čùj; Kazachs: Шу, Şu) is een rivier die door het noorden van Kirgizië en het zuiden van Kazachstan stroomt. Met een totale lengte van 1067 kilometer is het de langste rivier in Kirgizië.
De oblast Čùj is naar de rivier vernoemd.

## Stroomgebied
De Čùj ontstaat uit een samensmelting van de rivieren Joon Aryk en Kochkor in het district Kochkor in Naryn. De rivier stroomt vlak langs het meer Ysykköl, maar mondt er niet in uit en krijgt ook geen extra water van dit meer. Vervolgens stroomt de rivier door de smalle Boomkloof en de Čùjvallei. Het meeste water van de rivier wordt hier afgetapt voor irrigatie via kanalen.
Gedurende meer dan 100 kilometer vormt de Čùj de grens tussen Kirgizië en Kazachstan. Net als veel rivieren in het noorden van Kazachstan droogt de Čùj uiteindelijk op in de steppe nabij Syr Darja.

## Afbeeldingen

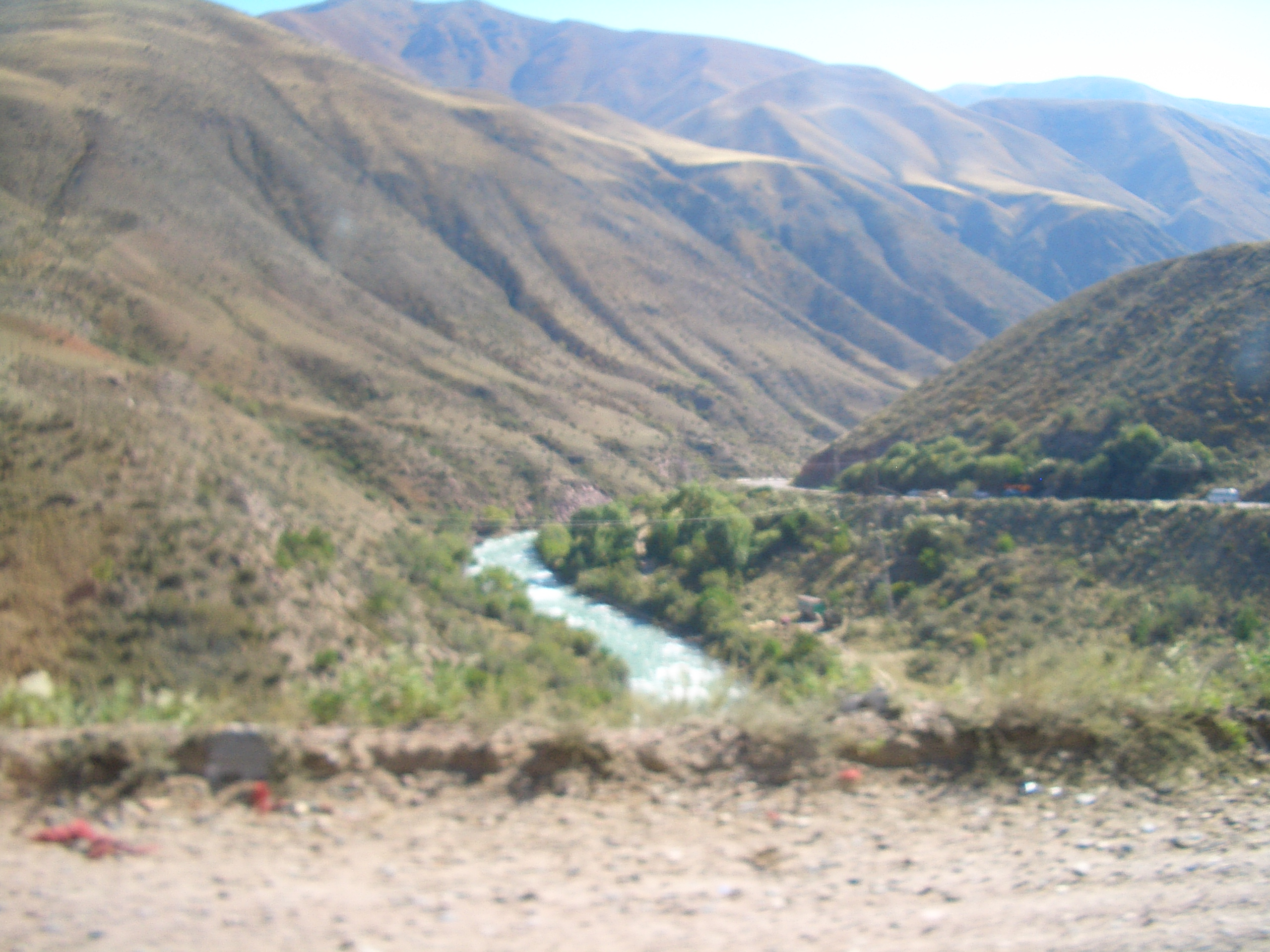
In de Boomkloof
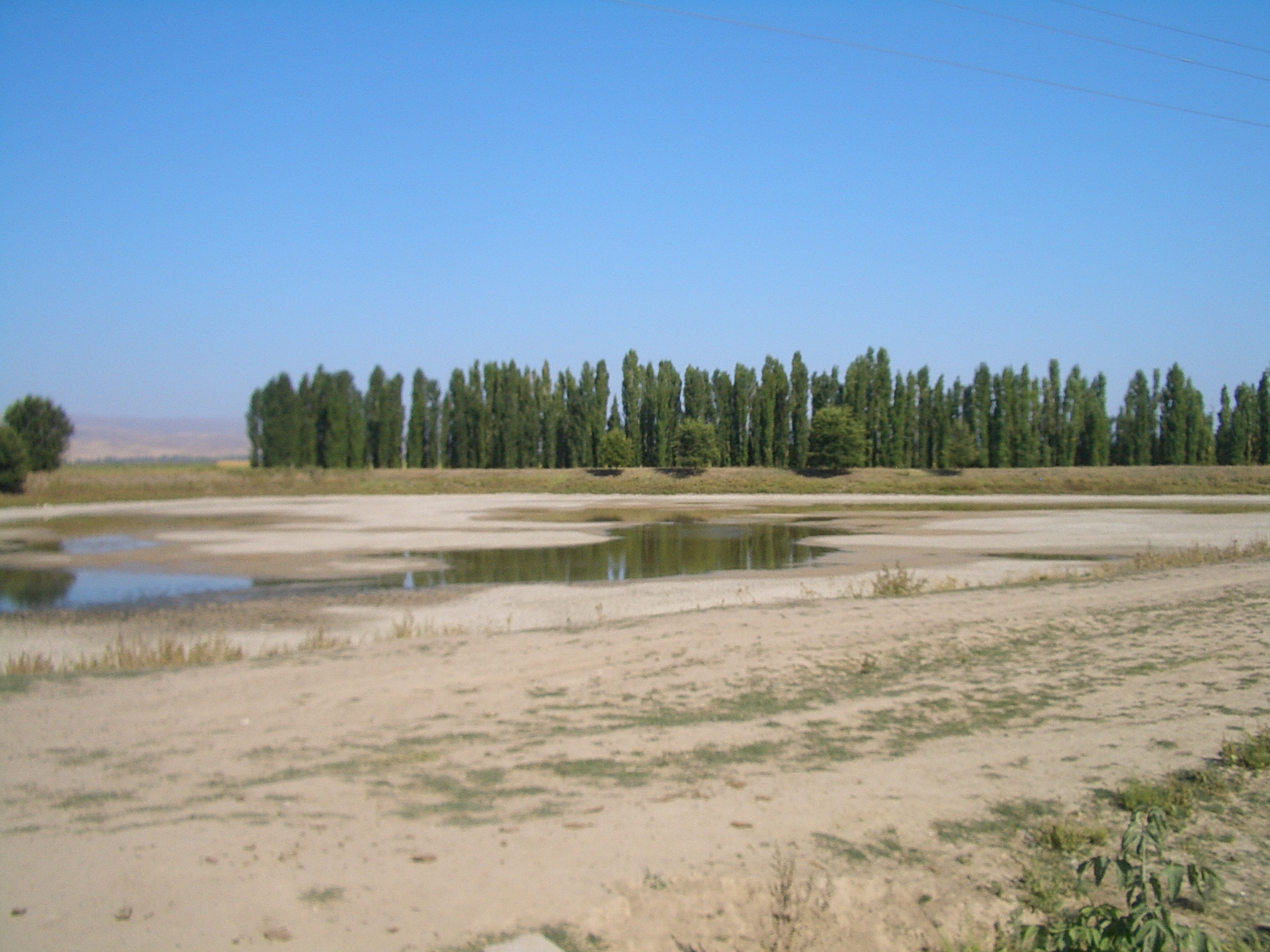
In de Tsjoeyvallei nabij Milyanfan
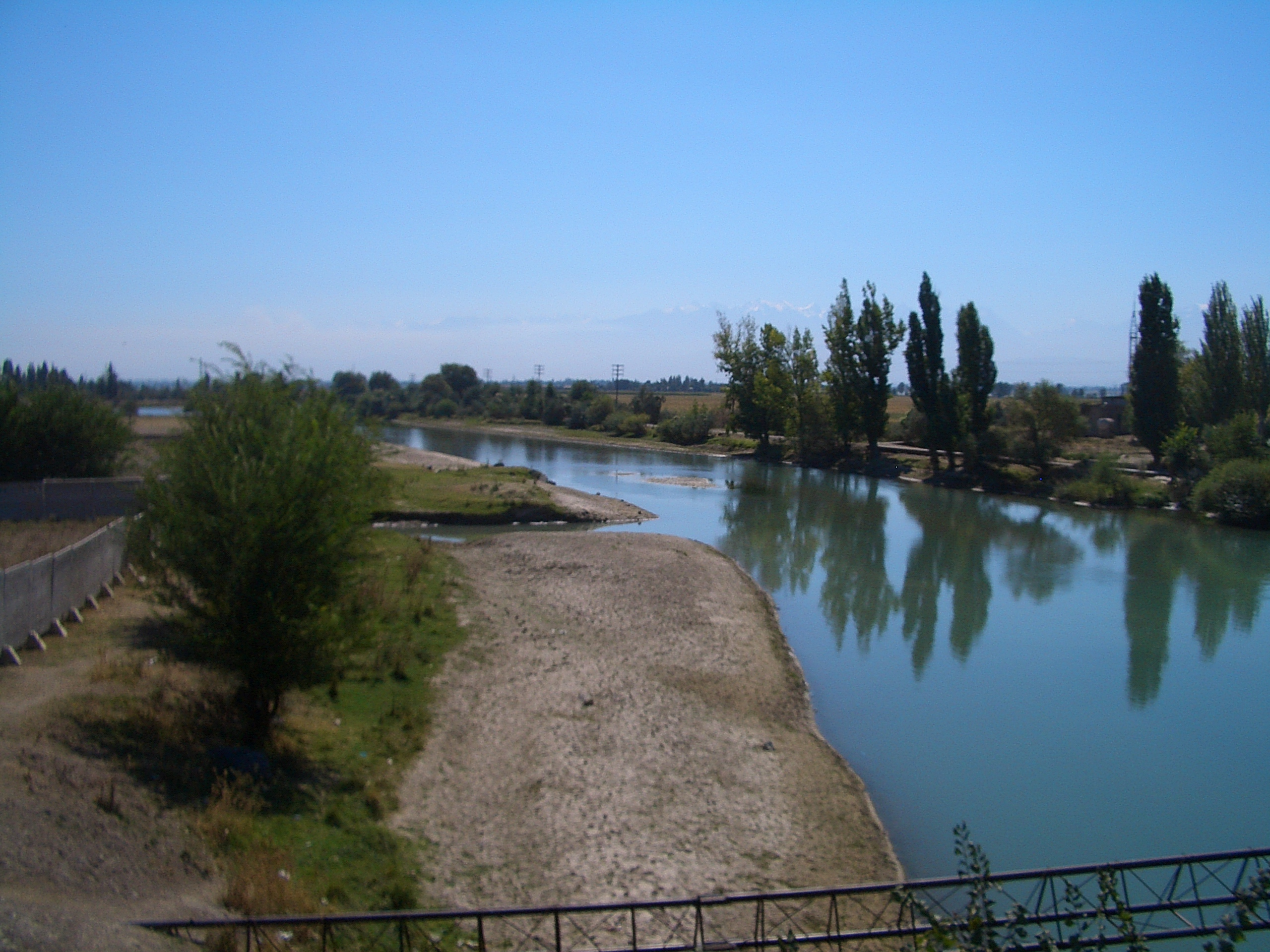
Nabij de grensovergang in Qorday in Kazachstan
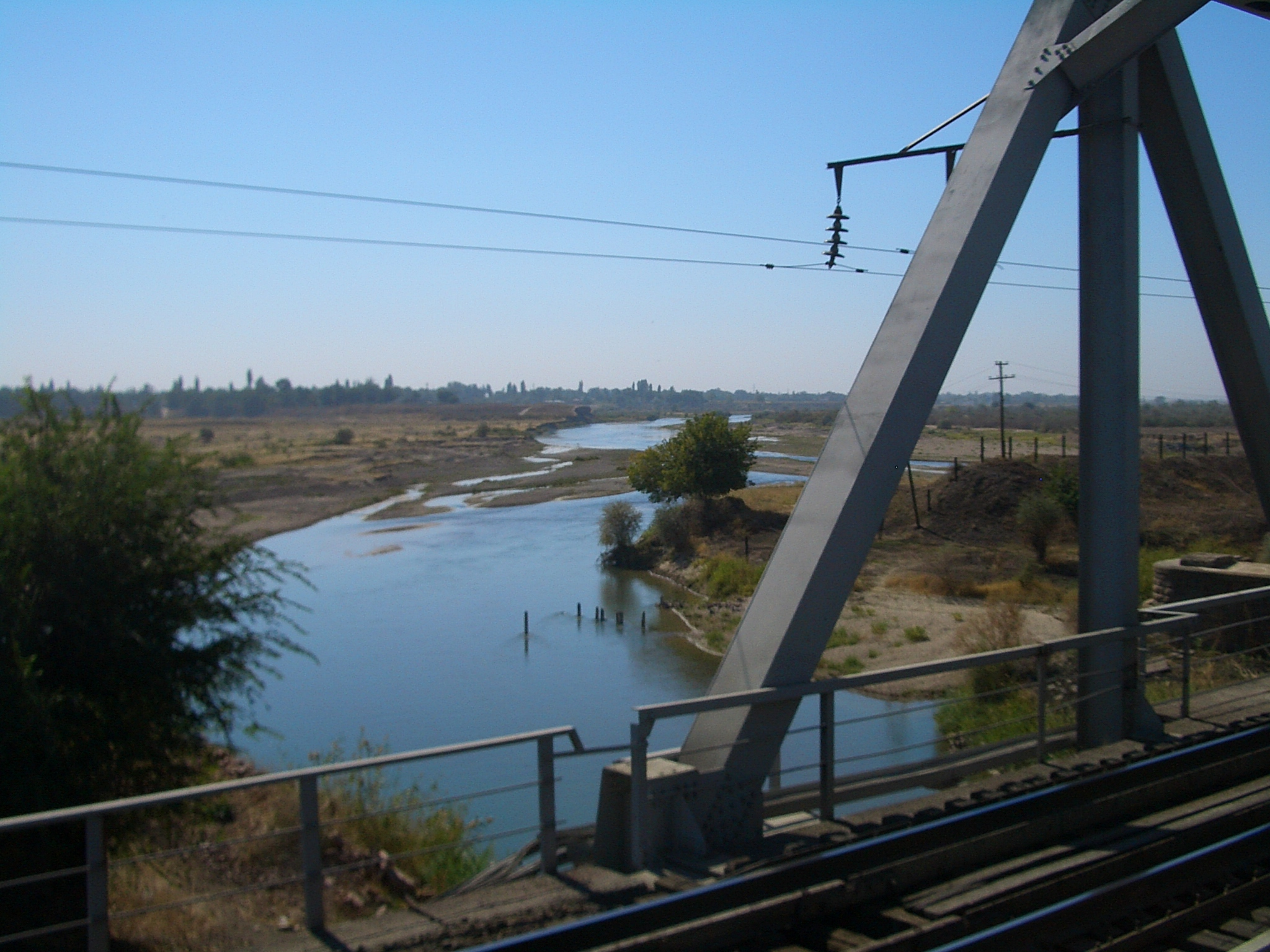
Nabij de stad Shū in Kazachstan

- Gemeinsame Normdatei: 4359249-1
- Virtual International Authority File: 236983327